# ほっとこうち
「ほっとこうち」とは、高知県で発行されている、地域のタウン情報誌、ローカル誌、及びその発行元の商号（株式会社ほっとこうち）である。
同誌は、1997年3月25日に創刊され、現在は毎月25日に発売されている。